# 宣姓
宣姓是中文姓氏之一，在宋朝《百家姓》中排第178位，而现代至2013年统计中，宣姓从未进入百家姓前300位。

## 起源
宣姓有不同起源：
1. 出自姬姓，以谥号为姓。周宣王有后代即以其谥号“宣”为姓；鲁桓公五世孙叔孙侨如去世后，被追谥为“宣”，他的后代也以谥号为姓。
2. 出自子姓，以谥号为姓。宋宣公后代也有以“宣”为姓的。

## 分布
历史上宣姓望族多出自东郡。现代大部分布于陕西、河南两省。

## 郡望
- 始平郡：今陕西省兴平市。晋时置始平郡。
- 东郡：今河南省濮阳县。
- 濮阳郡：秦代置濮阳县，西晋时改为濮阳郡。

## 堂号
- 始平堂：始平郡堂号
- 东郡堂：东郡堂号
- 濮阳堂：濮阳郡堂号

## 外部連結
[在维基数据编辑]
 《百家姓》
 《欽定古今圖書集成·明倫彙編·氏族典·宣姓部》，出自陈梦雷《古今圖書集成》